# Orubesa plicifrons
Orubesa plicifrons är en skalbaggsart som beskrevs av Leon Fairmaire 1897. Orubesa plicifrons ingår i släktet Orubesa och familjen Hybosoridae. Inga underarter finns listade i Catalogue of Life.